# میرکو اسپوزیتو
میرکو اسپوزیتو (انگلیسی: Mirko Esposito؛ زادهٔ ۸ آوریل ۱۹۹۶) بازیکن فوتبال است.
از باشگاه‌هایی که در آن بازی کرده‌است می‌توان به باشگاه فوتبال پارما اشاره کرد.